# Mukali
Mukali (en népalais : मुक्ली) est un comité de développement villageois du Népal situé dans le district de Solukhumbu. Au recensement de 2011, il comptait 2 442 habitants.